# Lâu đài Riga
Lâu đài Riga  (tiếng Latvia: Rīgas pils) là một lâu đài bên bờ sông Daugava ở thành phố Riga, thủ đô của Latvia. Lâu đài được thành lập vào năm 1330. Cấu trúc của nó được xây dựng lại hoàn toàn từ năm 1497 đến 1515. Sau khi người Thụy Điển chiếm giữ lâu đài, họ đã xây dựng các phụ lục rộng rãi vào năm 1641. Pháo đài liên tục được gia tăng và xây dựng lại giữa thế kỷ 17 và 19. Vào năm 1938, Chính phủ Latvia sử dụng lâu đài làm trụ làm việc. Ngày nay, đây là nơi ở chính thức của Tổng thống Latvia và một phần sử dụng làm bảo tàng.

## Lịch sử
Lâu đài ban đầu được xây dựng vào thế kỷ 13, gắn liền với cuộc chiến giữa Riga và Livonia. Cuối cùng lâu đài bị phá hủy vào năm 1484, Riga thua trận và phải xây dựng lại lâu đài. Lâu đài được trùng tu hoàn thành vào năm 1515.
Năm 1561, lâu đài thuộc sỡ hữu của Đại công quốc Lietuva. Năm 1569, lâu đài thuộc sỡ hữu của Liên bang Ba Lan và Lietuva. Năm 1621. lâu đài thuộc sỡ hữu của Thụy Điển.
Sau khi thành phố này thuộc Đế quốc Nga vào đầu thế kỷ 18, lâu đài thuộc về triều đình và Chính quyền thành phố Riga. Từ năm 1922, lâu đài trở thành nơi ở của Tổng thống Latvia.